# Ambulyx dohertyi
Ambulyx dohertyi är en fjärilsart som beskrevs av Rothschild 1894. Ambulyx dohertyi ingår i släktet Ambulyx och familjen svärmare. Inga underarter finns listade i Catalogue of Life.

## Beskrivning

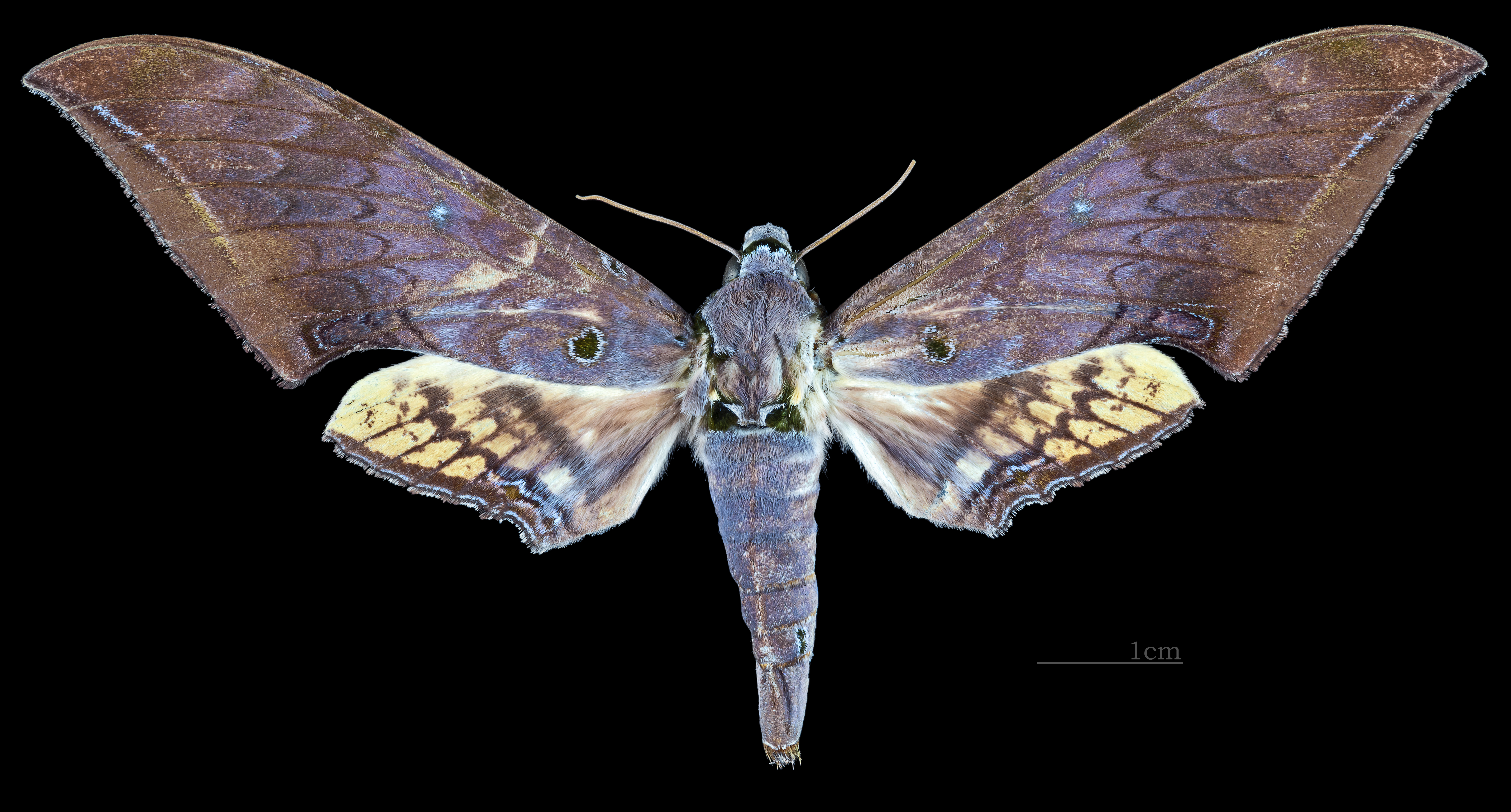
Ambulyx dohertyi ♀
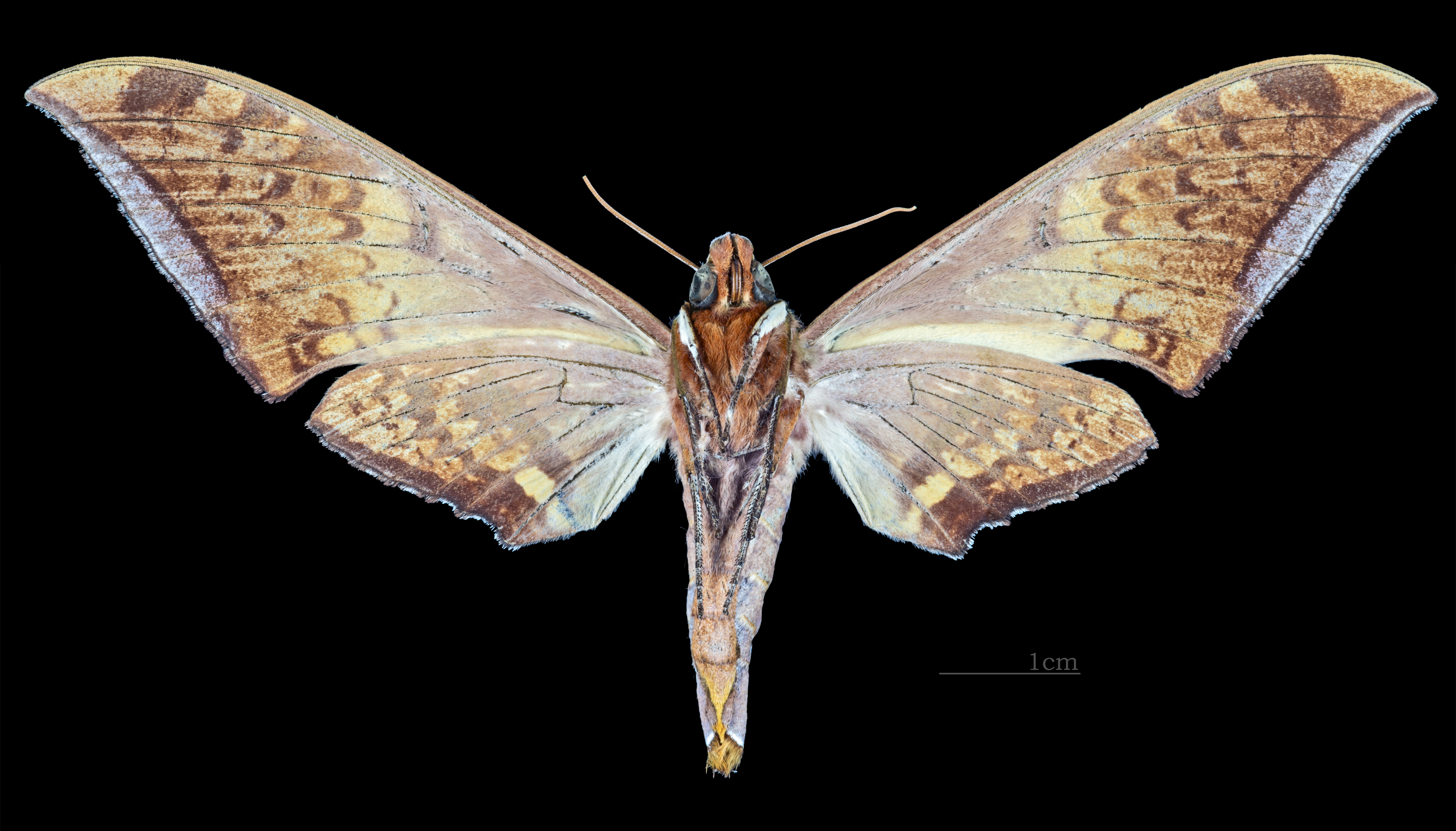
Ambulyx dohertyi  ♀ △